# Beinn Chabhair
Beinn Chabhair är ett berg i Storbritannien.   Det ligger i kommunen Stirling och riksdelen Skottland, i den nordvästra delen av landet, 600 km nordväst om huvudstaden London. Toppen på Beinn Chabhair är 933 meter över havet, eller 360 meter över den omgivande terrängen. Bredden vid basen är 3,7 km.
Terrängen runt Beinn Chabhair är huvudsakligen kuperad.Runt Beinn Chabhair är det glesbefolkat, med 9 invånare per kvadratkilometer. Närmaste större samhälle är Tarbet, 14,7 km söder om Beinn Chabhair. Trakten runt Beinn Chabhair består i huvudsak av gräsmarker.